# 辛尼斯足球會
辛尼斯足球會（Sandnes Fotballklubb）曾經是一支位於挪威辛尼斯的足球會，現已解散。他們從1997年至2004年營運，起初是由位於辛尼斯的小球會所組成，於2004年由辛尼斯Ulf接管而成為現在的辛尼斯球會。球隊曾於挪威乙組聯賽作賽，在散班前一度獲得升班資格，但卻因財政問題而放棄。